# Подгородь
Підгородь або Подгородь, Підгороддя (словац. Podhoroď) — село, громада в окрузі Собранці, Кошицький край, східна Словаччина. Кадастрова площа громади — 16,61 км². Населення — 355 осіб (за оцінкою на 31 грудня 2017 року).

## Історія
Вперше згадується 1406 року.

## Географія
Село розташоване на висоті 339 м над рівнем моря.

## Населення
| Рік:            | 1993 | 2003     | 2013    | 2023     |
| --------------- | ---- | -------- | ------- | -------- |
| Кількість осіб: | 452  | 403      | 378     | 315      |
| Різниця:        |      | -10,84 % | -6,20 % | -16,66 % |

| Рік:            | 2022 | 2023    |
| --------------- | ---- | ------- |
| Кількість осіб: | 326  | 315     |
| Різниця:        |      | -3,37 % |

Населення — близько 400 осіб.

## Інфраструктура
В селі є бібліотека, спортивний зал та футбольне поле, а також аптека та хірургічний відділ. Також є власний відділ реєстрації народження.

## Пам'ятки
У селі є руїни готичної фортеці, греко-католицька церква святих Петра і Павла з 1844 року в стилі класицизму та православна церква святого рівноапостола Ростислава, князя великоморавського з 20 століття.